# Ciclismo nos Jogos Pan-Americanos de 2011 - Cross-country feminino
A competição do cross-country feminino foi um dos eventos do ciclismo mountain bike nos Jogos Pan-Americanos de 2011. Foi disputada no Circuito Pan-Americano de Ciclismo de Montanha, em Tapalpa, no dia 15 de outubro.

## Calendário
Horário local (UTC-6).
| Data          | Horário | Fase  |
| ------------- | ------- | ----- |
| 15 de outubro | 09:00   | Final |

## Medalhistas
| Ouro   | USA Heather Irmiger |
| Prata  | MEX Laura Morfín    |
| Bronze | CAN Amanda Sin      |

## Resultados
| Pos.              | Ciclista                 | Tempo   |
| ----------------- | ------------------------ | ------- |
| Medalha de ouro   | USA Heather Irmiger      | 1:34:09 |
| Medalha de prata  | MEX Laura Morfín         | 1:35:54 |
| Medalha de bronze | CAN Amanda Sin           | 1:37:14 |
| 4                 | CAN Mikaela Kofman       | 1:38:08 |
| 5                 | ARG Noelia Rodríguez     | 1:40:27 |
| 6                 | CRC Adriana Rojas Cubero | 1:40:55 |
| 7                 | CHI Elisa García         | 1:41:13 |
| 8                 | ECU Alexandra Serrano    | 1:41:26 |
| 9                 | MEX Daniela Campuzano    | 1:43:39 |
| 10                | VEN Liliana Uzcategui    | 1:44:04 |
| 11                | COL Laura Abril          | 1:44:55 |
| 12                | BRA Érika Gramiscelli    | 1:50:43 |
|                   | ESA Jennifer Portillo    | DNF     |

Legenda
| Recorde mundial                  | Recorde mundial (World record)               |                       | Recorde africano                      | Recorde africano (African) |                                           | Q | Classificado por posição (Qualified) |
| Recorde dos Jogos Pan-Americanos | Recorde pan-americano (Pan-American record)  | Recorde da América    | Recorde da América (Americas)         | q                          | Classificado por melhor tempo (Qualified) |   |                                      |
| Melhor marca do ano              | Melhor marca do ano (World leading)          | Recorde asiático      | Recorde asiático (Asian)              | DNS                        | Não largou (Did not start)                |   |                                      |
| Recorde nacional                 | Recorde nacional (National record)           | Recorde europeu       | Recorde europeu (European)            | DNF                        | Não terminou (Did not finish)             |   |                                      |
| Recorde pessoal                  | Recorde pessoal do atleta (Personal best)    | Recorde da Oceania    | Recorde da Oceania (Oceania)          | DSQ / DQ                   | Desclassificado (Disqualified)            |   |                                      |
| Recorde da temporada             | Recorde da temporada do atleta (Season best) | Recorde sul-americano | Recorde sul-americano (South America) | NM                         | Sem marca (No mark)                       |   |                                      |